# Ylinen Honkanenvaara naturreservat
Ylinen Honkanenvaara naturreservat är ett naturreservat i Övertorneå kommun i Norrbottens län.
Området är naturskyddat sedan 2020 och är 155 hektar stort. Reservatet ligger väster om Övertorneå, omfattar berget Ylinen Honkanenvaara och Alanen Honkanenvaara samt sjön Honkanenjärvi och består av tallhällmarker, granskog och våtmarker. 